# Омельченко Олександр Олександрович (син)
Омельченко Олександр Олександрович (10 жовтня 1968, Київ)  — політичний діяч, народний депутат України 5-го скликання. Син Київського міського голови Олександра Омельченка (1938).

## Життєпис
Народився 10 жовтня 1968 року в Києві.
Закінчив Київський інженерно-будівний інститут, будівельно-технологічний факультет (1992), за фахом — інженер-технолог.
- 1985—1992 — студент Київського інженерно-будівельного інституту.
- 1987—1989 — служба в армії.
- 1989—1990 — працював у Київському спеціальному будівельно-монтажному поїзді в місті Кіровакані (ліквідація наслідків землетрусу у Вірменії).
- З 1992 — начальник відділу, з 1999 — заступник виконавчого директора, виконавчий директор корпорації «Укрреставрація».

Був членом Ради НС «Наша Україна» (з 03.2005).

## Політична діяльність
09.2007 канд. в нар. деп. України від блоку «Наша Україна — Народна самооборона», № 120 в списку. На час виборів: тимчасово не працював, член НСНУ.
Народний депутат України 5-го скликання 04.2006-06.2007 від Блоку «Наша Україна», № 61 в списку. На час виборів: нар. деп. України, член НСНУ. Член фракції Блоку «Наша Україна» (з 04.2006). Член Комітету з питань боротьби з організованою злочинністю і корупцією (з 07.2006). Склав депутатські повноваження 14.06.2007.
Народний депутат України 4-го скликання 04.2002-04.2006 від блоку В.Ющенка «Наша Україна», № 53 в списку. На час виборів: виконавчий директор корпорації «Укрреставрація» (місто Київ), безпартійний. Член фракції «Наша Україна» (05.2002-02.2004), позафракційний (02.-04.2004), уповноважений представник групи «Центр» (04.2004-03.2005), член фракції «Наша Україна» (з 03.2005). Голова підкомітету з питань телекомунікацій, інформаційних систем та реклами Комітету з питань свободи слова та інформації (з 06.2002). Голосував за згоду на призначення Віктора Януковича прем'єр-міністром України 21 листопада 2002 року.

## Звання
- Заслужений будівельник України (1998).

## Родина
Батько Олександр Олександрович (1938) — інженер-будівельник, колишній Київський міський голова; мати Людмила Леонтіївна (1945) — інженер-будівельник; дружина Олена Борисівна (1971) — менеджер торгівлі; дочки Катерина (1993) і Єлизавета (1999).